# Kıvanç Dinçsalman
Kıvanç Dinçsalman es un deportista turco que compitió en taekwondo. Ganó una medalla en el Campeonato Mundial de Taekwondo de 2005 y dos medallas en el Campeonato Europeo de Taekwondo, en los años 2005 y 2006.

## Palmarés internacional
| Campeonato Mundial | Campeonato Mundial | Campeonato Mundial | Campeonato Mundial |
| Año                | Lugar              | Medalla            | Categoría          |
| ------------------ | ------------------ | ------------------ | ------------------ |
| 2005               | Madrid (España)    | Medalla de bronce  | –62 kg             |
| Campeonato Europeo |                    |                    |                    |
| Año                | Lugar              | Medalla            | Categoría          |
| 2005               | Riga (Letonia)     | Medalla de oro     | –62 kg             |
| 2006               | Bonn (Alemania)    | Medalla de bronce  | –62 kg             |